# Beyond the Time Barrier
Beyond the Time Barrier este un film SF american din 1960 regizat de Edgar G. Ulmer pentru American International Pictures. În rolurile principale joacă actorii Robert Clarke, Darlene Tompkins și Vladimir Sokoloff.

## Prezentare
În 1960, un pilot de teste militar este prins într-o buclă temporală care îl aruncă în anul 2024 unde descoperă că o boală a sterilizat întreaga populație a lumii.

## Actori
- Robert Clarke este Maj. William Allison
- Darlene Tompkins este Princess Trirene
- Vladimir Sokoloff este The Supreme
- Boyd 'Red' Morgan  este Captain
- Stephen Bekassy este Gen. Karl Kruse
- Arianne Ulmer este Capt. Markova
- John Van Dreelen este Dr. Bourman
- Ken Knox este Col. Marty Martin
- Jack Herman este Dr. Richman
- Don Flournoy este Mutant
- Tom Ravick este Mutant
- James 'Ike' Altgens este Secretary Lloyd Patterson
- William Shephard este Gen. York
- Neil Fletcher este Air Force Chief
- John Loughney este Gen. Lamont